# (26993) Littlewood
(26993) Littlewood (1997 XC1) – planetoida z pasa głównego asteroid okrążająca Słońce w ciągu 5,14 lat w średniej odległości 2,98 j.a. Odkryta 3 grudnia 1997 roku.